# 테스트 (프로레슬링 선수)

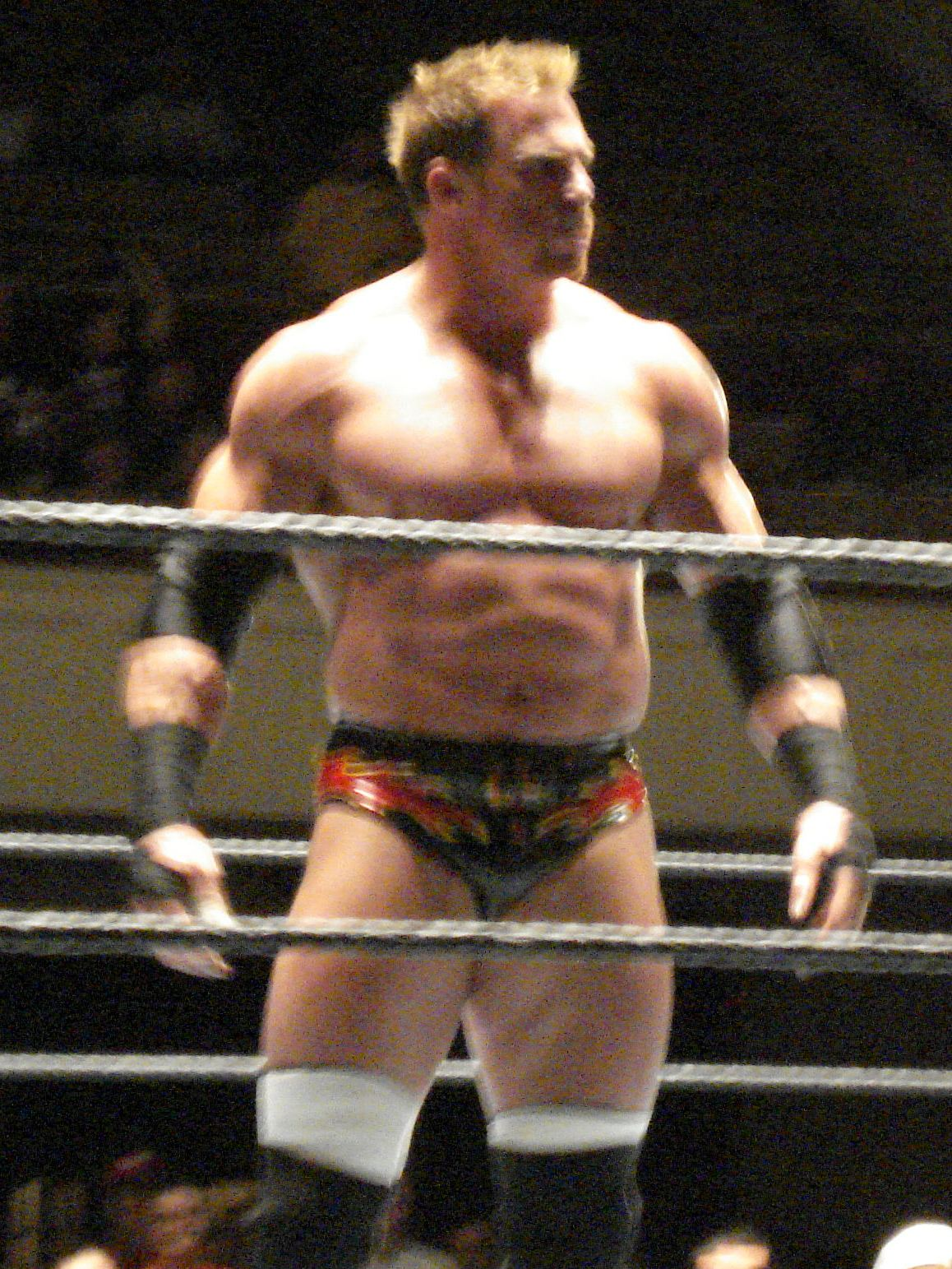
2007년 ECW 하우스 쇼에서의 앤드류 마틴

앤드루 제임스 로버트 패트릭 마틴(영어: Andrew James Robert Patrick Martin, 1975년 3월 17일 ~ 2009년 3월 13일) 은 캐나다 출생의 WWE 프로레슬러였으며, 테스트(Test)라는 이름으로 알려져 있다. 1994년 프로레슬링에 입문하였으며, 2008년에 은퇴하였다. 2009년 3월 13일 스테로이드 부작용으로 사망하였다.

## 신체 사항
키 198 cm
몸무게 127 kg

## 수상 경력
- WWE 인터콘티넨탈 챔피언 1회
- WWE 월드 태그팀 챔피언 (구 버전) 1회
- WWE 유로피언 챔피언 1회
- WWE 하드코어 챔피언 2회
- WCW 태그팀 챔피언 1회